# ブランデンバーグ対オハイオ州事件
ブランデンバーグ対オハイオ州事件（ブランデンバーグたいオハイオしゅうじけん、Brandenburg v. Ohio）395 U.S. 444 (1969)は、アメリカ合衆国連邦最高裁判所が、 アメリカ合衆国憲法修正第1条に関するランドマーク的な判決を言い渡した事件。裁判所は、その表現が「差し迫った違法行為を唱道するか、またはそのような行為を生ぜしめる可能性が高い場合」でない限り、その表現者を処罰することは出来ないと判決した:702。この判決により、裁判所はオハイオ州の犯罪サンディカリズム法が暴力の単なるアドボカシーを過度に広範に禁じているとして、その法律を無効にした。

## 背景
オハイオ州の田舎に住むクー・クラックス・クラン（KKK）のリーダーであるクラレンス・ブランデンバーグは、シンシナティのテレビ局の記者に連絡を取り、取材のために1964年の夏にハミルトン郡で行われるKKKラリーに来るように言った。一部が撮影された集会では、ローブとフードを身に着けた数人の男性が銃器を携行し、最初に十字架を燃やし、次にスピーチを行った。スピーチの一つは、「ニガー」、「ユダヤ人」、およびそれらを支持した人々に対する「復讐」の可能性に言及し、「我々の大統領、我々の議会、我々の最高裁判所は、コーカソイドの白色人種を抑圧し続けている」と述べ、7月4日に行われる議会への行進の計画を発表した。別のスピーチは、アフリカ系アメリカ人のアフリカへの強制移住とユダヤ系アメリカ人のイスラエルへの追放を提唱した。
ブランデンバーグは、集会への参加とそのスピーチで、オハイオ州のサンディカリズム法に基づく暴力を擁護した罪で起訴された。
ハミルトン郡の法廷で有罪判決を受けたブランデンバーグは、1,000ドルの罰金を科され、懲役1年から10年の刑を言い渡された。控訴審において、オハイオ州第一地方控訴裁判所は、ブランデンバーグの有罪判決を支持し、法律が合衆国憲法修正第1条と修正第14条が規定する表現の自由の権利に違反しているという彼の主張を却下した。オハイオ州最高裁判所は、意見なしで彼の上訴を棄却した。ブランデンバーグは連邦最高裁判所に上告した。

## 判決
連邦最高裁判所は、政府は実力や法律違反の抽象的な主張を憲法上罰することはできないと述べ、ブランデンバーグに無罪を言い渡した。

## その後の発展
ブランデンバーグ事件は、他人を違法行為に駆り立てようとする扇動的な表現について政府が何かをできる可能性があるかについての合衆国最高裁判所の最後の主要な判決だった。
ブランデンバーグ基準は、政府による扇動的言説を罰する試みを阻止するために使用される基準であり続けており、1969年に制定されて以来、見直されていない。過去数十年の間に、ブランデンバーグ判例の限界を試すために実際に法廷に到達した事件はほとんどない。ブランデンバーグ判例は、4年後のヘス対インディアナ州事件で重要な判例として活用された 。